# Chaunte Howard
Chaunte Howard (Califòrnia, Estats Units, 12 de gener de 1984) és una atleta estatunidenca, especialista en la prova de salt d'altura, en la qual ha aconseguit ser subcampiona mundial en 2005.

## Carrera esportiva
Al Mundial de Hèlsinki 2005 va guanyar la medalla de plata en salt d'altura, amb una marca de 2.00 metres, que va anar la seva millor marca personal, quedant en el podi després de la sueca Kajsa Bergqvist que va saltar 2.02 metres, i per davant d'una altra sueca Emma Green.
Tres anys després, va aconseguir la medalla de bronze en la mateixa prova a les Olimpíades de Pequín 2008.